# 特佩蒂坦 (薩爾瓦多)
特佩蒂坦（西班牙語：Tepetitán），是薩爾瓦多的城鎮，位於該國中部，由聖維森特省負責管轄，面積12.81平方公里，海拔高度589米，2007年人口3,631，人口密度每平方公里283.45人。
13°39′N 88°50′W / 13.650°N 88.833°W